# Le Ham, Mayenne
Le Ham là một xã thuộc tỉnh Mayenne trong vùng Pays de la Loire tây bắc nước Pháp. Xã này nằm ở khu vực có độ cao trung bình 205 mét trên mực nước biển.